# Masaniello
Tommaso Aniello d'Amalfi, meglio conosciuto come Masaniello (Napoli, 29 giugno 1620 – Napoli, 16 luglio 1647), è stato un pescatore e pescivendolo italiano, protagonista della vasta rivolta che vide, dal 7 al 16 luglio 1647, la popolazione napoletana insorgere contro la pressione fiscale imposta dal governo vicereale spagnolo. Nella vita di questo personaggio non è sempre facile distinguere gli avvenimenti realmente accaduti da quelli derivati dal mito.
La sollevazione di cui Masaniello si fece capofila scaturì dall'esasperazione delle classi più umili per le gabelle imposte dai governanti sugli alimenti di necessario consumo, misura questa rientrante nel più ampio ventaglio di politiche economiche della Corona degli Asburgo di Spagna atte al sostentamento delle imprese militari in seno alla logorante guerra dei trent'anni. Motivo per cui, fintanto che fu in vita, la sua non si configurò mai come una rivolta espressamente antispagnola e repubblicana, come avrebbe voluto invece far intendere la prospettiva storiografica italiana dell'Ottocento che, ancora profondamente influenzata dai valori risorgimentali, vedeva in lui un patriota ribellatosi alla dominazione straniera. 
Le cause degli eventi del luglio 1647 vanno ricercate nella complessa realtà politica, economica e sociale della Napoli spagnola della prima metà del Seicento. Questa situazione deve essere inquadrata nel più ampio contesto europeo, caratterizzato dalla forte rivalità tra Spagna e Francia, che includeva anche la tradizionale contesa per il possesso della corona di Napoli. Non a caso, il grido con cui Masaniello sollevò il popolo il 7 luglio fu: «Viva 'o Re 'e Spagna, mora 'o malgoverno» ("Viva il Re di Spagna, muoia il malgoverno"), riflettendo la consuetudine popolare dell’Ancien régime di cercare nel sovrano la difesa dalle prevaricazioni dei suoi sottoposti. Solo dopo la sua morte, la rivolta assunse connotazioni politiche e sociali esplicite, di carattere antifeudale e antispagnolo e, secondo taluni, persino secessionista, analogamente a quanto stava accadendo nello stesso periodo nei Paesi Bassi, in Portogallo, in Catalogna ed in Sicilia.
Dopo dieci giorni di rivolta che costrinsero gli spagnoli ad accettare le rivendicazioni popolari, a causa di un comportamento stravagante ma frutto di una strategia mirata a fargli appunto "fare pazzie", Masaniello fu accusato ufficialmente di pazzia e ucciso per volere del viceré, di alcuni capi popolari e di una piccola parte della plebe.
Nonostante la breve durata, la ribellione da lui guidata indebolì il secolare dominio spagnolo sulla città, aprendo la strada per la proclamazione dell'effimera e filofrancese Real Repubblica Napoletana, avvenuta cinque mesi dopo la sua morte.

## Biografia

### Nome e luogo di nascita
Masaniello nacque a Napoli in uno dei tanti vicoli ("Vico Rotto") che circondano piazza del Mercato. Quel d'Amalfi, che fu semplicemente il suo cognome, è stato anche interpretato come un riferimento al luogo d'origine. Alcune fonti sostengono infatti che Tommaso Aniello sarebbe nato appunto ad Amalfi, dove sarebbe stato amico di un altro singolare personaggio del posto, tale abate Pirone, che usava abusivamente la tonaca per sfuggire alla giustizia poiché era un bandito che uccideva dietro compenso, e che poi sarebbe stato anche suo collaboratore nei giorni della rivolta. Nel 1896, il poeta Salvatore Di Giacomo smentì la tesi dell'origine amalfitana di Masaniello, trascrivendone l'atto di battesimo reperito nella chiesa di Santa Caterina in Foro Magno, che cita:
La celebrazione avvenne lo stesso giorno della nascita, nella stessa chiesa dove nel 1641 Tommaso Aniello sposò poi la sedicenne Bernardina Pisa. Lo storico Giuseppe Galasso ipotizza che l'equivoco «sia stato agevolato e incoraggiato da un consapevole atteggiamento del potere e della cultura ufficiale della Napoli spagnola. Nella fedelissima città [...] non si doveva e non si poteva ammettere la presenza di un infedele, di un ribelle come colui che aveva messo in questione il governo spagnolo a Napoli».
Il 7 luglio 1997, in occasione del 350º anniversario della sommossa popolare, il Comune di Napoli ha posto un'iscrizione in suo onore a Vico Rotto.

### Dalla nascita al 1647

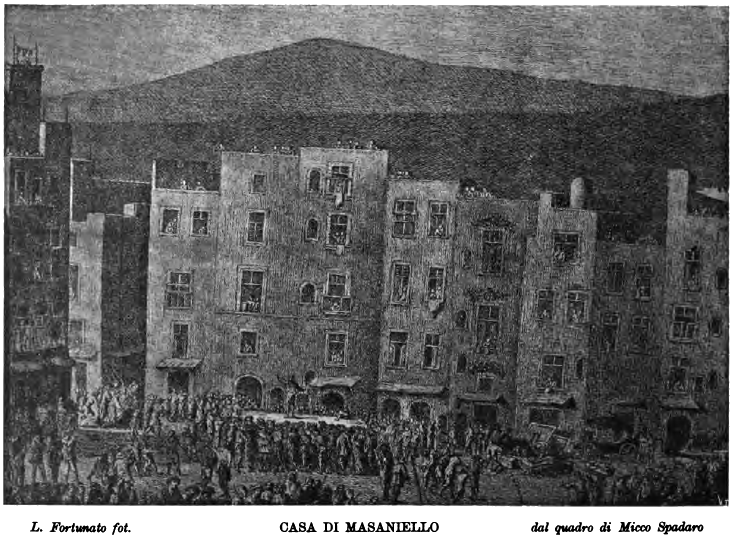
La casa di Masaniello, dal quadro di Micco Spadaro

La famiglia di Masaniello era umile, ma non poverissima. Il padre, Francesco (Cicco) d'Amalfi, era un pescatore e venditore al minuto. La madre, Antonia Gargano, incinta di Masaniello prima del matrimonio, era una massaia. Aveva due fratelli minori e una sorella: Giovanni, che fu un altro capo della ribellione, Francesco, che morì durante l'infanzia, e Grazia. La casa dove visse si trovava tra la pietra del pesce, nel quartiere Pendino, dove avveniva la riscossione della gabella sui prodotti ittici, e Porta Nolana, dove invece avveniva quella del dazio sulla farina,
Con i suoi circa 250 000 abitanti, Napoli era all'epoca una delle metropoli più popolose dell'impero spagnolo e di tutta l'Europa e piazza del Mercato, nei cui dintorni Masaniello trascorse tutta la sua vita, ne era il centro nevralgico. Ospitava bancarelle che vendevano ogni sorta di merce, palchi da cui i saltimbanchi si esibivano per i popolani ed era, come ai tempi di Corradino di Svevia, il luogo preposto alle esecuzioni capitali. Essendo il principale centro di commercio della città, in piazza aveva luogo la riscossione delle imposte da parte degli arrendatori al servizio del governo spagnolo.
Nel corso degli anni quaranta del Seicento, la Spagna asburgica si trovava a dover affrontare una lunga serie di conflitti rovinosi: la rivolta dei Paesi Bassi (1568-1648), la guerra dei trent'anni (1618-1648), la sollevazione della Catalogna (1640-1659), la rivolta siciliana (1647) e la guerra di restaurazione portoghese (1640-1668). Per sostenere lo sforzo bellico, il regno iberico impose una forte pressione fiscale al Vicereame di Napoli, allo scopo di risanare le casse del suo enorme impero, il cui Siglo de Oro stava fatalmente volgendo al termine.
Masaniello, pescatore e pescivendolo come il padre, era descritto così dai suoi contemporanei:

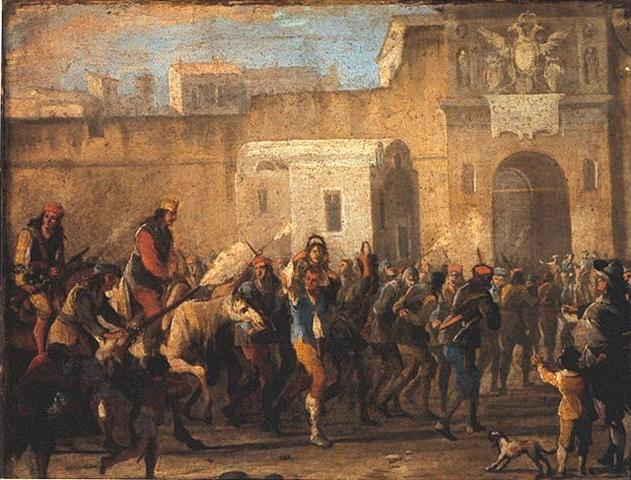
Punizione dei ladri al tempo di Masaniello, Micco Spadaro, circa 1647

Spesso, per evadere la gabella, portava il pesce direttamente nelle case dei notabili, ma veniva quasi sempre ripagato male o colto sul fatto dai gabellieri e imprigionato. La sua principale attività era però il contrabbando, tanto che nel 1646 la sua fama di abile contrabbandiere era già ampiamente consolidata nell'ambiente del Mercato. Lavorava principalmente per la nobiltà feudale, tra cui la marchesa di Brienza e don Diomede Carafa, duca di Maddaloni, dal quale era trattato come uno schiavo. Anche la moglie Bernardina, arrestata per aver introdotto in città una calza piena di farina evadendo il dazio, fu imprigionata per otto giorni. Per ottenerne il rilascio, Masaniello fu costretto a pagare un riscatto di cento scudi, che racimolò indebitandosi. Secondo la tradizione, fu proprio questo episodio a scatenare in lui il desiderio di vendicare la popolazione dagli oppressori.

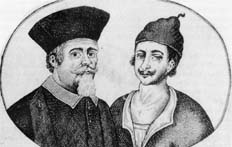
Giulio Genoino e Masaniello in un'illustrazione del XVIII secolo

Durante uno dei soggiorni in prigione incontrò, nel carcere del Grande Ammiraglio, il giovane cavese e dottore in legge Marco Vitale, figlio illegittimo di un noto avvocato, che lo mise in contatto con alcuni esponenti del ceto medio stanchi dei continui soprusi dei gabellieri e dei privilegi della nobiltà. Masaniello divenne allievo del letterato don Giulio Genoino, prete ultraottantenne con un passato da difensore del popolo.
Nel 1619, durante il mandato del viceré don Pedro Téllez-Girón, duca di Osuna, Genoino era stato chiamato due volte a rappresentare gli interessi del popolo contro la nobiltà, svolgendo in sostanza la funzione di un antico tribuno della plebe. Nel 1620 fu però fatto destituire dal Consiglio Collaterale e incarcerato lontano da Napoli.
Rientrato in città nel 1639, tornò subito a combattere per i diritti del popolo e formò intorno a sé un nutrito gruppo di agitatori, composto da Francesco Antonio Arpaja, suo vecchio e fidato collaboratore, il frate carmelitano Savino Boccardo, il già citato Marco Vitale, i vari capitani delle ottine della città e una numerosa schiera di lazzari. Il vecchio ecclesiastico, logorato nel fisico, ma non negli intenti rivoluzionari, trovò nel giovane e ignorante Masaniello il suo braccio armato.

### La rivolta

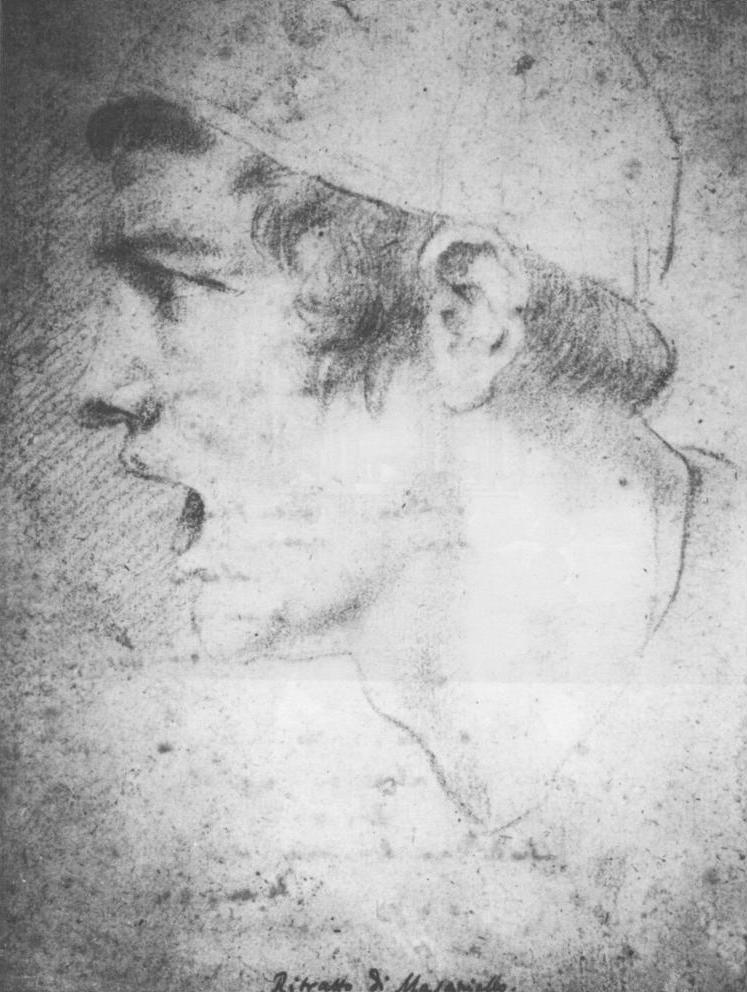
Masaniello ritratto da Aniello Falcone, 1647.

Il peso delle tasse diminuì lievemente sotto il viceré Juan Alfonso Enríquez de Cabrera che revocò alcune imposte e che, sollecitato da Madrid a reperire un milione di ducati per finanziare la guerra contro la Francia, chiese a re Filippo IV di essere sostituito. La situazione si aggravò quando il suo successore, Rodrigo Ponce de León, duca d'Arcos, descritto dai contemporanei come un uomo dedito alla vita mondana, frivolo e senza esperienza di governo, reintrodusse nel 1646 una gravosa gabella sulla frutta, all'epoca l'alimento più consumato dai ceti umili. Lo stesso provvedimento nel 1620, ai tempi di Genoino, aveva già scatenato gravi tumulti in città. La vigilia di Natale, uscendo dalla Basilica del Carmine, il duca d'Arcos fu circondato da un gruppo di lazzari che gli estorse la promessa di abolire le tasse sugli alimenti di necessario consumo. Tornato a Palazzo Reale, il viceré fu però convinto dai nobili, ai quali era stata affidata la riscossione delle tasse, a non abolire la gabella sulla frutta. Il popolo, sempre più provato dalla prepotenza dei gabellieri, attese invano per sei mesi l'abolizione dell'imposta.
Alla situazione già esplosiva si aggiunse l'esempio della Sicilia, dove nel biennio 1646-1647 il malcontento popolare verso la forte tassazione provocò una serie di gravi tumulti cittadini. Il 24 agosto 1646, Messina fu la prima città siciliana sotto il dominio spagnolo a insorgere contro le gabelle. Nel maggio dell'anno successivo scoppiarono poi i moti di Catania e Palermo, i cui buoni risultati contribuirono a spingere i popolani napoletani alla rivolta.
Il 6 giugno 1647, alcuni popolani guidati da Masaniello e dal fratello Giovanni bruciarono i banchi del dazio a piazza del Mercato. Domenica 30 giugno, durante le prime celebrazioni per la festa della Madonna del Carmine, il giovane pescatore radunò un gruppo di lazzari vestiti da arabi e armati di canne come lance, i cosiddetti alarbi, che durante la sfilata davanti al Palazzo Reale rivolsero ogni genere di imprecazione ai notabili spagnoli affacciati al balcone.
La domenica seguente, il 7 luglio, dopo essere stati incoraggiati da Genoino, un gruppo di lazzari si riunì nei pressi di Sant'Eligio allo scopo di sostenere il cognato di Masaniello, il puteolano Maso Carrese, che capeggiava un gruppo di fruttivendoli decisi a non pagare la gabella sulla frutta. Per calmare gli animi fu chiamato l'eletto del popolo Andrea Naclerio, un ricco mercante, che, nonostante il suo ruolo, si schierò dalla parte dei gabellieri. Ci fu quindi una zuffa tra il mercante e Carrese, che si concluse con la morte di quest'ultimo. Questa fu la scintilla che scatenò la ribellione, e Masaniello e i suoi alarbi sollevarono la popolazione, e al grido di: «Viva 'o Rre 'e Spagna, mora 'o malgoverno» la guidarono fino alla reggia dove, sbaragliati i soldati spagnoli e i lanzichenecchi di guardia, giunsero fino alle stanze della viceregina.

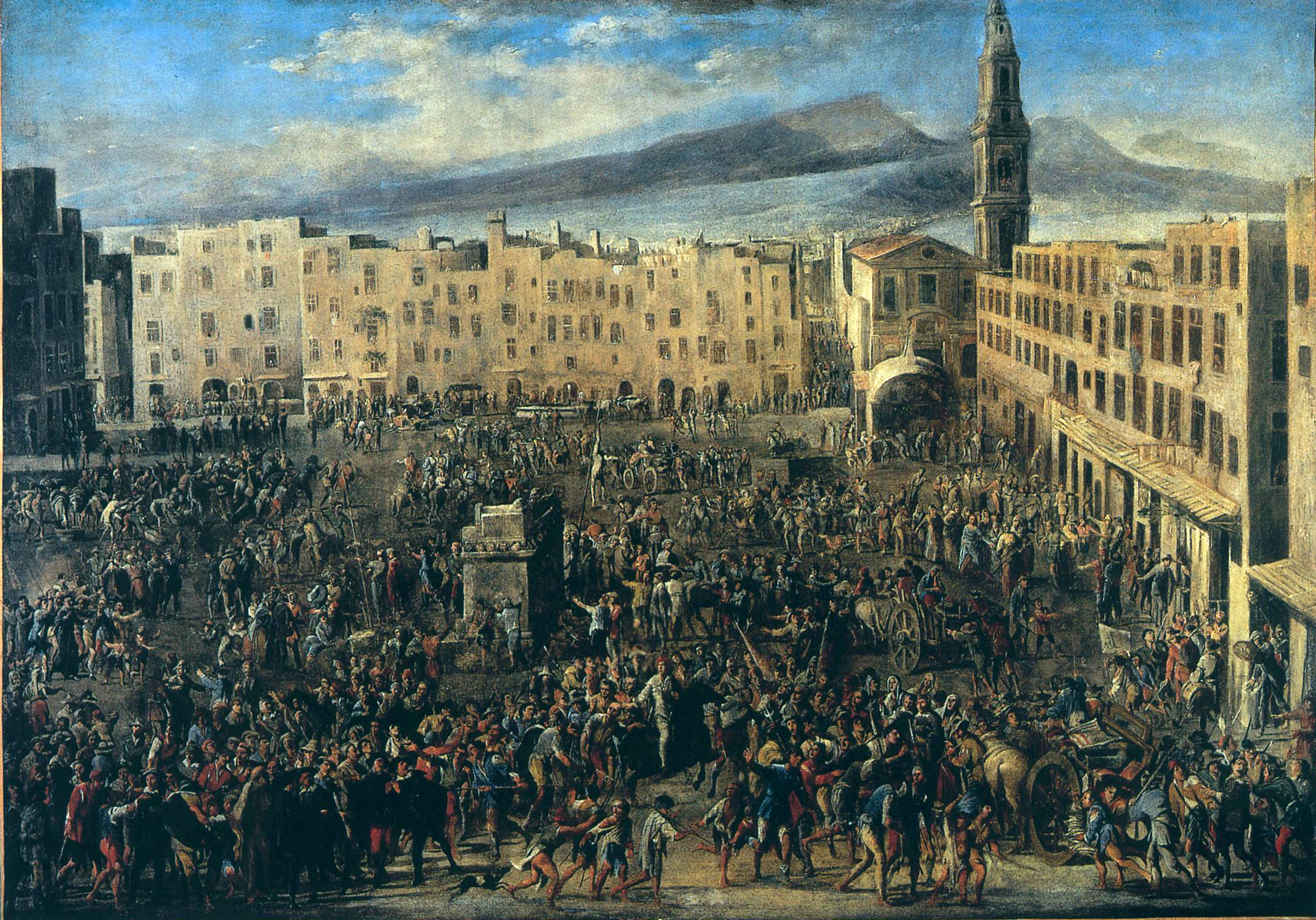
Piazza del Mercato durante la rivolta di Masaniello, Micco Spadaro

Il duca d'Arcos, riuscito miracolosamente a salvarsi dall'aggressione di un popolano, si rifugiò nel Convento di San Luigi e da qui fece recapitare all'arcivescovo di Napoli, il cardinale Ascanio Filomarino, un messaggio in cui prometteva l'abolizione di tutte le imposte più gravose. Temendo ancora per la sua sorte, il viceré si spostò prima a Castel Sant'Elmo e infine a Castel Nuovo.
Ottenuta l'abolizione di tutte le gabelle come voleva Masaniello, Genoino, che perseguiva un progetto rivoluzionario più ambizioso, chiese il riconoscimento di un vecchio privilegio concesso nel 1517 da Carlo V (popolarmente chiamato Colaquinto) al popolo napoletano. Il privilegio avrebbe dovuto sancire per il popolo una rappresentanza uguale a quella dei nobili, oltre alla riduzione ed equa ripartizione delle tasse tra le classi sociali. Il cardinale Filomarino, da sempre amico della plebe e inviso alla nobiltà, si propose come mediatore per il riconoscimento del documento appoggiando apertamente le rivendicazioni dei rivoltosi.
Nella notte tra il 7 e l'8 luglio furono puniti tutti coloro che erano ritenuti responsabili delle gabelle, primo fra tutti Girolamo Letizia, il colpevole dell'arresto della moglie di Masaniello, a cui fu bruciata la casa nei pressi di Portanova. Seguirono la stessa sorte diversi palazzi nobiliari, le case di ricchi mercanti e quelle di altri influenti oppressori, tra cui quella di Andrea Naclerio, che fu in seguito fucilato. Furono poi dati alle fiamme tutti i registri delle imposte e liberati dalle prigioni tutti coloro che erano stati incarcerati per evasione o contrabbando.

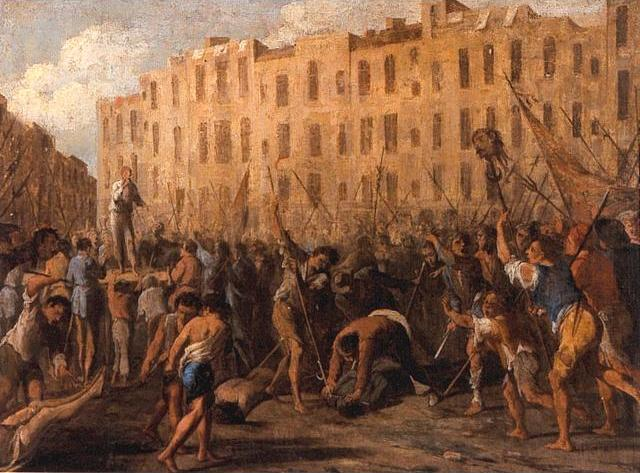
L'uccisione di Don Giuseppe Carafa, Micco Spadaro, 1647 ca.

Ottenere i documenti chiesti da Genoino fu molto difficile: diverse volte il viceré e i nobili sottoposero all'esame del vecchio prelato dei documenti falsi o inutili. Un tentativo fu fatto anche dal duca di Maddaloni Diomede V Carafa che, una volta smascherato, fu costretto a scappare per salvarsi dalla furia dei popolani. La stessa sorte toccò a Gregorio Carafa, priore della Roccella. Il 9 luglio, mentre si aspettava la consegna del documento autentico, il giovane pescivendolo organizzò con successo la presa della Basilica di San Lorenzo e si impossessò di alcuni cannoni che erano custoditi nel chiostro. Finalmente una copia del privilegio autentico fu consegnata dagli spagnoli al cardinale Filomarino, che la consegnò a Masaniello, e quindi a Genoino. Il privilegio era in realtà stato concesso alla fedelissima città da Ferdinando il Cattolico, e poi confermato da suo nipote Carlo V nel 1517, al momento della sua investitura a Napoli da parte di papa Clemente VII.
Il 10 luglio, la quarta giornata di rivolta, Masaniello si era procurato già molti nemici. Il duca di Maddaloni allo scopo di attentare alla sua vita fece introdurre trecento banditi nella Basilica del Carmine, ritrovo dei rivoltosi. I banditi in realtà, servendo la nobiltà ai danni dei più umili, erano molto più simili ai bravi manzoniani che a semplici fuorilegge. Dopo la lettura in pubblico dei capitoli del privilegio, i sicari si avventarono contro il capopopolo, ma l'attentato fallì. La folla inferocita catturò e uccise il noto bandito Domenico Perrone, e anche altri furono rincorsi e linciati, tra cui un certo Antimo Grasso che prima di morire confessò di essere al soldo del duca di Maddaloni. La plebe allora si vendicò sul fratello del duca, don Giuseppe Carafa, che dopo essere stato ucciso fu decapitato, affinché si potesse portare la sua testa in trionfo da Masaniello.
Lo stesso giorno si addentrarono nel golfo di Napoli le galee spagnole di stanza a Genova agli ordini dell'ammiraglio Giannettino Doria. Temendo uno sbarco, Masaniello ordinò che la flotta stesse lontana almeno un miglio dalla terra ferma, costringendo l'ammiraglio Doria a inviargli un messaggero per ottenere almeno la possibilità di fare scorta di viveri per gli equipaggi. Il messaggero supplicò il pescatore di Vico Rotto, a cui si rivolse chiamandolo «Sua Signoria illustrissima», di concedere vettovaglie alla flotta e Masaniello accettò ordinando di provvedere alla richiesta con quattrocento palate (pezzi) di pane.

### Il brevissimo "regno" di Masaniello

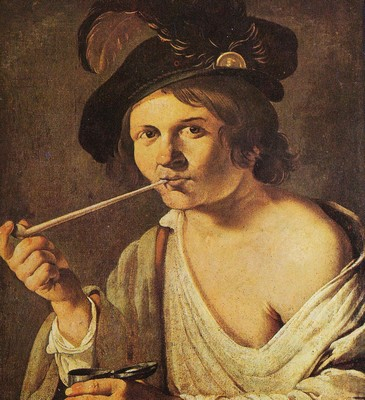
Presunto ritratto di Masaniello nelle vesti di capitano generale. Dipinto di Micco Spadaro. Collezione privata.

Giovedì 11 luglio, dopo la ratifica dei capitoli del privilegio nella Basilica del Carmine da parte di un'assemblea popolare, Masaniello cavalcò tra le acclamazioni e i festeggiamenti dei popolani, insieme al cardinale Filomarino e al nuovo eletto del popolo Francesco Antonio Arpaja, fino a Palazzo Reale per incontrare il viceré. Alla presenza del duca d'Arcos, a causa di un improvviso malore, perse i sensi e svenne iniziando a manifestare i primi sintomi di quell'instabilità mentale che gli avrebbe poi procurato l'accusa di pazzia. Durante l'incontro, dopo un infruttuoso tentativo di corruzione, il pescatore fu nominato Capitano generale del fedelissimo popolo napoletano. Filomarino, scrivendo a papa Innocenzo X, lo descrisse così:
Iniziò da questo momento a frequentare la corte spagnola e fu coperto di onori dai nobili e dallo stesso duca d'Arcos. Abbandonò gli abiti tipici dei pescatori in favore di quelli consoni a un gentiluomo e sotto la sua casa a Vico Rotto venne eretto un palco dal quale poteva legiferare a suo piacimento in nome del re di Spagna. Fu più volte ricevuto a Palazzo Reale con la moglie Bernardina, che si presentò come "viceregina delle popolane" alla duchessa d'Arcos, e la sorella Grazia.
La tradizione vuole che la presunta pazzia di Masaniello sia stata causata dalla reserpina, un potente allucinogeno somministratogli durante un banchetto nella reggia. Probabilmente il comportamento di Masaniello era improvvisamente mutato a causa dell'improvvisa ascesa al potere, e gli "atti di follia" che commise erano in realtà causati dall'incapacità di gestire grandi responsabilità di comando. Al culmine del potere i segni di squilibrio che manifestò furono numerosi: il lancio del coltello tra la folla; le interminabili galoppate; i tuffi notturni nel mare; e l'insistere nel progetto strampalato di trasformare piazza del Mercato in un porto, e di costruirvi un ponte per collegare Napoli alla Spagna.
Il 12 luglio iniziò inoltre a ordinare diverse esecuzioni sommarie dei suoi oppositori, compresa quella di un bandito verso il quale Genoino gli chiese di essere clemente. Ormai il vecchio prete era consapevole di aver perso ogni influenza sul capopopolo e sulla rivoluzione. La popolazione cominciò a non vedere di buon occhio il fatto che un popolano pretendesse simile obbedienza e rispetto, e iniziò a credere alle voci sulla pazzia del suo protettore. Cominciò anche a diffondersi la voce che Masaniello fosse un pederasta e che intrattenesse una relazione omosessuale con il sedicenne Marco Vitale, suo amico e segretario.
Il 13 luglio il viceré giurò solennemente sui capitoli del privilegio nel Duomo di Napoli: il popolo era alla fine riuscito a imporre le proprie rivendicazioni al governo spagnolo. Questo successo, a cui Masaniello aveva contribuito più di tutti, non lo risparmiò dall'ostilità di alcuni suoi ex-compagni di lotta, tra cui Genoino che di nascosto tramava la sua eliminazione.

### Il tradimento e la morte

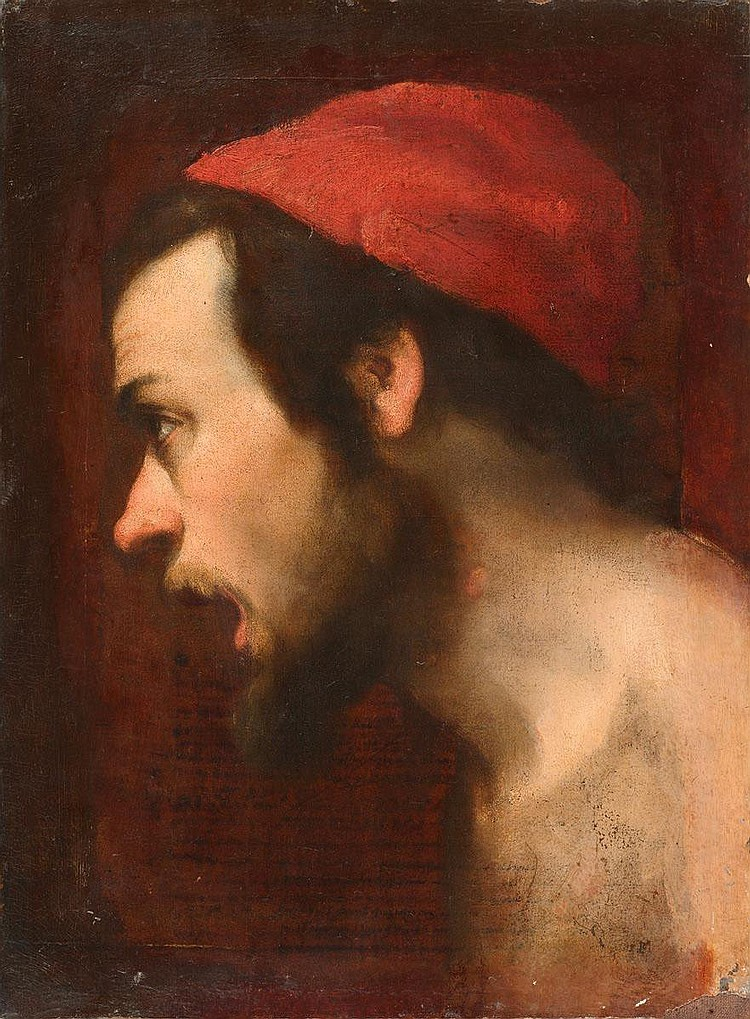
Ritratto di Masaniello di Aniello Falcone

Il 16 luglio, ricorrenza della Madonna del Carmine, affacciato da una finestra di casa sua, cercò inutilmente di difendersi dalle accuse di pazzia e tradimento che provenivano dalla strada. Il capopopolo, il cui fisico era ormai debilitato dalla malattia, accusò i suoi detrattori di ingratitudine e ricordandogli le condizioni in cui versavano prima della rivolta, pronunciò la frase rimasta proverbiale: «tu ti ricordi, popolo mio, come eri ridotto?».
Sentendosi braccato cercò rifugio nella Basilica del Carmine, e qui, interrompendo la celebrazione della messa, pregò l'arcivescovo Filomarino di poter partecipare prima di morire, insieme a lui, al viceré e alle altre autorità della città, alla tradizionale cavalcata in onore della Vergine. Poi salì sul pulpito e tenne un ultimo discorso.
Dopo essersi spogliato ed essere stato deriso dai presenti fu invitato a calmarsi dall'arcivescovo e fatto accompagnare in una delle celle del convento. Qui venne raggiunto da alcuni capitani delle ottine corrotti dagli spagnoli: Carlo e Salvatore Catania, Andrea Rama, Andrea Cocozza e Michelangelo Ardizzone. Sentita la voce amica di quest'ultimo, Masaniello aprì la porta della cella e fu freddato con una serie di archibugiate. Il corpo fu decapitato, trascinato per le strade del Lavinaio, e gettato in un fosso tra Porta del Carmine e Porta Nolana vicino ai rifiuti, mentre la testa fu portata al viceré come prova della sua morte.
I capitani delle ottine coinvolti nella congiura, come rivelano alcuni documenti conservati nell'Archivo General a Simancas, furono ampiamente ricompensati dalla Corona di Spagna. Carlo Catania chiese la capitania a guerra della città di Napoli e cinquecento scudi; Salvatore Catania, la carica di Percettore di Terra di Lavoro; Andrea Cocozza, la capitania a guerra di Nicastro e una pensione di trecento scudi per il figlio. Le loro aspirazioni furono coronate il 17 giugno 1648, quando ricevettero tutti il privilegio di nobiltà e il compito di governare per sei anni, rispettivamente, i territori di Modugno, Cava e Catanzaro, con venticinque scudi mensili di pensione a incarico compiuto.
Giulio Genoino fu invece premiato con le nomine, conferitegli il giorno dopo la fucilazione di Masaniello, a Presidente Decano della Sommaria e a Presidente del Collegio dei Dottori, trovandosi così al vertice dell'ordinamento forense del regno. Il servigio reso alla monarchia iberica non risparmiò l'anziano prete quando, procuratosi di nuovo l'ostilità degli spagnoli, fu arrestato per l'ultima volta. Genoino morì a Mahón sull'isola di Minorca, durante il viaggio verso la prigione di Malaga.
L'arcivescovo Filomarino, il cui sostegno verso il capopopolo era venuto a mancare a causa della «temerità, furore e tirannide» dimostrata dopo il 13 luglio, si recò con il duca d'Arcos a rendere grazie «a Dio Benedetto, alla Beatissima Vergine, e al glorioso S. Gennaro» per avere «estinto il perturbatore, e restituita la perduta quiete» alla città di Napoli.

### Dannazione e riabilitazione

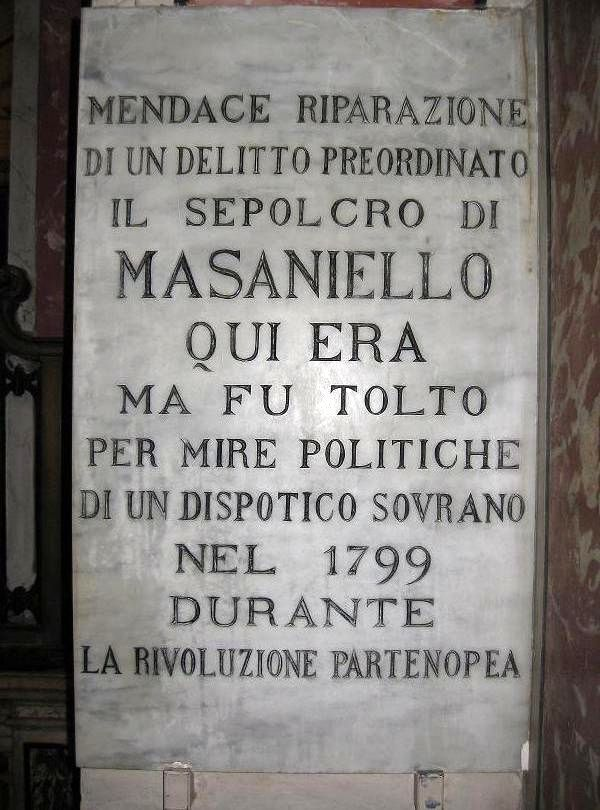
Lapide commemorativa nella Basilica del Carmine.

Il giorno dopo il popolo si accorse che con la morte del pescatore i tanto sofferti miglioramenti ottenuti durante la rivolta erano svaniti. La mattina, le donne del Mercato che si recarono a comprare la palata di pane, trovarono che essendo stata reintrodotta la gabella sulla farina, la palata, il cui peso era stato fissato da Masaniello a trentadue once, era tornata a pesare trenta once. Ben presto si incominciò a sentire la mancanza di colui che era riuscito, anche se per pochissimo tempo, a migliorare le condizioni di vita della popolazione, finché un gruppo di persone ne recuperò pietosamente il corpo e la testa, che dopo essere stati lavati con l'acqua del Sebeto furono ricuciti insieme.
Le autorità spagnole, temendo l'infuriare di una nuova sommossa, ordinarono di assecondare tutte le manifestazioni di devozione verso il capopopolo assassinato. Il cardinale Filomarino, supplicato di celebrare i funerali, scrisse al papa:
Dopo aver accettato, Filomarino ordinò che tutti i preti sotto la sua giurisdizione partecipassero il 18 luglio alla celebrazione. Il corteo funebre, uscito dalla Basilica del Carmine due ore prima del tramonto, era seguito da decine di migliaia di persone, mentre da tutte le finestre venivano esposte coperte e lumi come tributo d'onore. Il feretro, avvolto in un lenzuolo di seta bianco e in una coltre di velluto nero, con alla destra una spada e alla sinistra il bastone di capitano generale, fu portato in processione per tutta la città quasi si trattasse delle spoglie di un santo. Attraversò tutti i sei seggi di giustizia della città, seguendo l'itinerario della rituale cavalcata che i viceré tenevano al momento dell'insediamento. Dopo aver attraversato via Toledo, passando di fronte al Palazzo Reale, il duca d'Arcos ordinò di abbassare le bandiere spagnole in segno di lutto.
Un anonimo poeta compose:
Il corpo del capopopolo fu oggetto di una forma di venerazione religiosa: la litania che la folla recitò comprendeva anche un «Sancte Mas'anelle, ora pro nobis»; e alcune donne, invocandolo come un redentore, cercarono di toccarne il corpo e di staccarne i capelli per conservarli come reliquie. Alle tre del mattino, finita la processione, fu data sepoltura al feretro nella Basilica del Carmine, dove i resti di Masaniello rimasero fino al 1799. In quell'anno, dopo aver represso violentemente la rivoluzione napoletana, Ferdinando IV di Borbone ne ordinò la rimozione e la dispersione allo scopo di cancellare il ricordo di ogni opposizione al potere regio. Sul luogo c'è oggi una lapide commemorativa fatta apporre dai Frati carmelitani nel 1961, in occasione del centenario dell'Unità d'Italia.

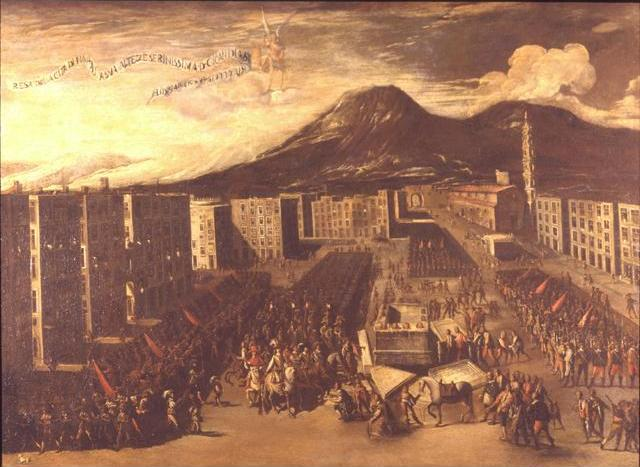
Resa di Napoli a Don Giovanni d'Austria nel 1648, Carlo Coppola, 1648.

La moglie Bernardina, la sorella Grazia e la madre Antonia fuggirono a Gaeta, dove le ultime due furono uccise. Bernardina, risparmiata perché incinta, tornò a Napoli dove, ridotta alla più assoluta povertà, fu costretta a prostituirsi in un vicolo del Borgo Sant'Antonio Abate. Qui venne più volte picchiata e derubata per sfregio dai soldati spagnoli suoi clienti. Morì di peste durante l'epidemia del 1656.
Con la fine di Masaniello la rivolta tuttavia non si spense e anzi assunse, sotto la guida del nuovo capopopolo Gennaro Annese, un marcato carattere antispagnolo. Gli scontri con la nobiltà e i soldati si susseguirono violentissimi nei mesi successivi, fino alla cacciata degli spagnoli dalla città. Il 17 dicembre fu infine proclamata la Real Repubblica Napoletana sotto la guida del duca francese Enrico II di Guisa, che in qualità di discendente di Renato d'Angiò rivendicava diritti dinastici sul trono di Napoli. L'esempio di Masaniello fu poi seguito anche da popolani di altre città: da Giuseppe d'Alesi a Palermo, e da Ippolito di Pastina a Salerno. La parentesi rivoluzionaria si concluse solo il 6 aprile 1648, quando don Giovanni d'Austria, figlio naturale di Filippo IV, alla guida di una flotta proveniente dalla Spagna riprese il controllo della città.
Nel 1701, più di cinquant'anni dopo la rivolta popolare, ci fu un altro tentativo di insurrezione contro il governo spagnolo, ma stavolta da parte della nobiltà: la congiura di Macchia. In questo periodo, il ricordo di Masaniello fu rievocato in chiave antispagnola: tra varie iscrizioni apparse in città contro il re Filippo V di Borbone, ne apparve una sul sepolcro del capopopolo nella Basilica del Carmine, recante il verso del vangelo Lazare veni foras, pronunciato da Gesù nell'atto di resuscitare Lazzaro. La ribellione nobiliare fallì anche a causa di una scarsa partecipazione dei ceti umili, memori dell'ostilità dei nobili durante la rivolta del 1647. Quando l'eletto del popolo cercò di sollevare la popolazione contro gli spagnoli arringando la folla a piazza del Mercato, un anziano popolano prese la parola e disse:
Fallita anche la congiura di Macchia, il dominio spagnolo su Napoli continuò senza più opposizioni fino al 1707, anno in cui la guerra di successione spagnola pose fine al viceregno iberico sostituendogli quello austriaco.

## Influenza storica e culturale

### L'eco della rivolta di Masaniello in Europa

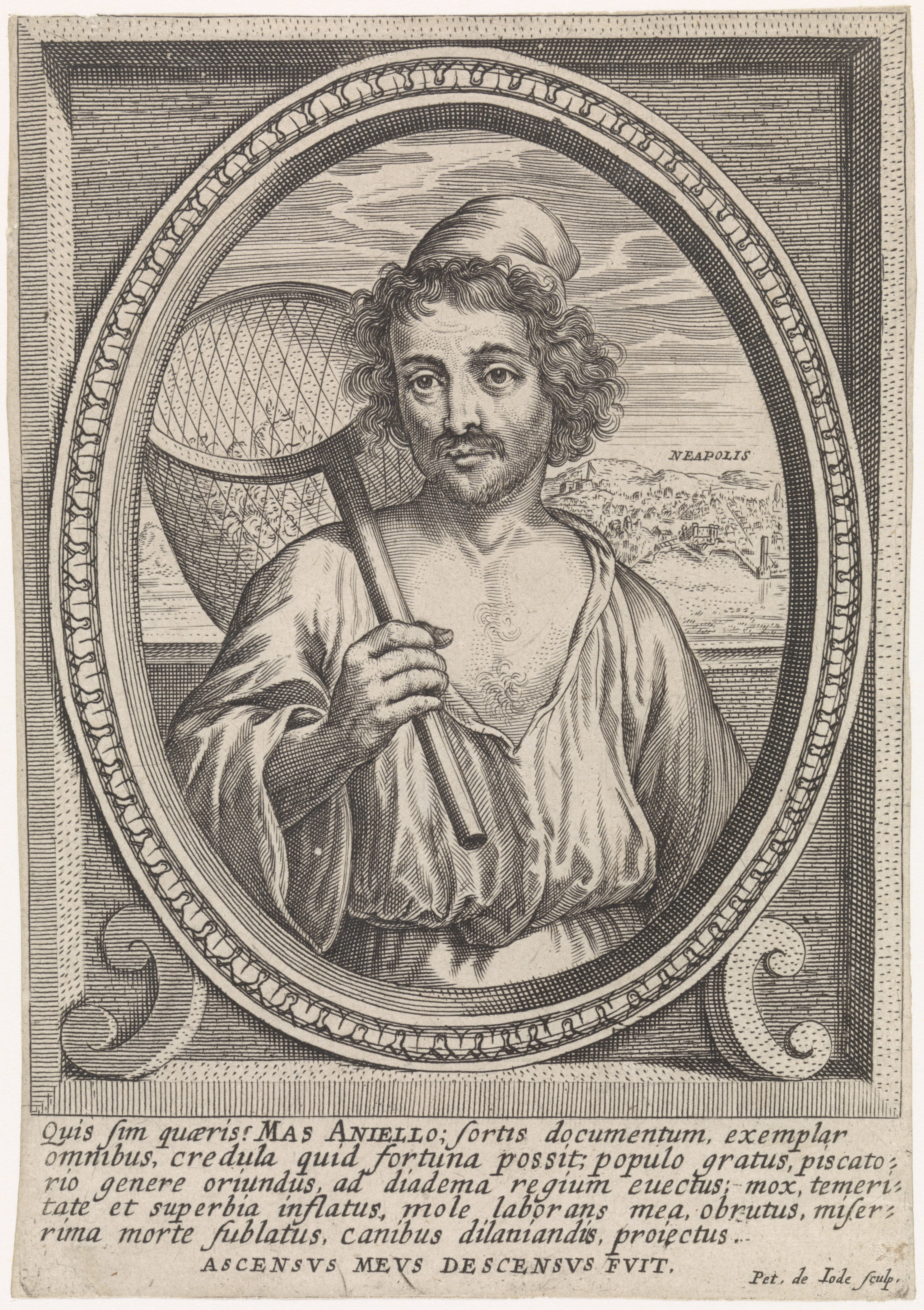
Masaniello raffigurato dall'incisore olandese Pieter de Jode, 1660 ca.

La notizia della ribellione guidata dal pescivendolo napoletano varcò i confini del regno e attraversò rapidamente tutta l'Europa. La Francia, all'epoca saldamente guidata dal cardinale Mazzarino, sostenne la rivolta in funzione antispagnola e appoggiò l'impresa di Enrico II di Guisa allo scopo di far rientrare il Regno di Napoli sotto l'influenza francese.
L'eco degli eventi napoletani giunse fino in Inghilterra dove Oliver Cromwell, dopo la guerra civile inglese, instaurò la repubblica nel 1649. La figura di Cromwell e quella di Masaniello venivano spesso accostate: nei Paesi Bassi fu coniata una medaglia raffigurante da un lato il volto di Cromwell incoronato da due soldati, e dall'altro quello di Masaniello incoronato da due marinai. Le iscrizioni sotto i due volti recitano: OLIVAR CROMWEL PROTECTOR V. ENGEL: SCHOTL: YRLAN 1658 (Oliver Cromwell protettore d'Inghilterra, Scozia e Irlanda 1658), e MASANIELLO VISSCHER EN CONINCK V. NAPELS 1647 (Masaniello pescatore e re di Napoli 1647).
Il filosofo olandese Benedetto Spinoza, come testimoniato dal suo biografo Johannes Colerus, era talmente affascinato dalla figura del capopopolo napoletano da ritrarlo spesso con le proprie sembianze considerandosi il "Masaniello della metafisica".

### Critica storiografica
Nel Settecento, in un'Europa attraversata dai valori liberali dell'Illuminismo, diversi intellettuali esaltarono la figura del capopopolo napoletano. A Napoli, durante l'esperienza repubblicana del 1799, Masaniello fu spesso erroneamente celebrato dai rivoluzionari come il «primo Repubblicano di Napoli», e per questo motivo gli fu intitolato il quartiere Mercato con il nome di Cantone Masaniello. Il presidente della Repubblica Carlo Lauberg scrisse: «La presente rivoluzione altro non è che quello stesso che volle fare, e per il tradimento della tirannia non poté eseguire, Masaniello». Il giacobino Giovanni Pastore, in una lettera pubblicata sul Monitore Napoletano di Eleonora Pimentel Fonseca, lo descrisse come un combattente per i diritti dell'uomo, capace di trascinare proprio quella popolazione umile della città che invece nel 1799 mostrava ostilità verso il governo repubblicano:
Infine Vincenzo Cuoco, nel suo Saggio storico sulla rivoluzione napoletana del 1799, ne fece un precursore della corrente rivoluzionaria settecentesca:
L'attaccamento al mito dimostrato dai rivoluzionari del 1799 probabilmente provocò quella sorta di damnatio memoriae a cui Masaniello fu condannato durante la restaurazione borbonica (Ferdinando IV di Borbone ne ordinò la dispersione dei resti), e quindi la conseguente riscoperta in chiave risorgimentale. Durante il Risorgimento infatti, gli storici interpretavano gli eventi della storia italiana preunitaria alla luce del processo di unificazione in corso, caricandoli spesso di valori patriottici che in realtà non possedevano. Masaniello incarnò l'ideale indipendentista diventando un eroe che combatteva contro la dominazione straniera.
Al termine della stagione risorgimentale il mito del capopopolo decadde progressivamente fino alla provincializzazione del personaggio. Michelangelo Schipa e Benedetto Croce contribuirono enormemente al ridimensionamento dei moti del 1647, e alla banalizzazione della figura del pescatore-rivoluzionario. Schipa descrisse Masaniello come «strumento d'altri» che «divenne presto d'impaccio», mettendo invece in risalto il ruolo del giurista Giulio Genoino, che secondo lo storico pugliese fu la «vera mente» dei moti. Croce definì la rivolta come «uno dei tanti moti plebei senza bussola e senza freno, senza capo né coda, senza presente e senza avvenire», attribuendone il grande successo storiografico «al naturale effetto della poesia pronta a prorompere dai petti umani a ogni favilla o parvenza di libertà».
Il giudizio dei due grandi storici intaccò pesantemente la figura di Masaniello, tanto che finì per personificare tutti quegli stereotipi e pregiudizi che volevano il popolano napoletano rozzo, incolto, furbo, prepotente con i deboli, e servile con i potenti, finendo per essere accostato alla figura di Pulcinella. È da questa visione del personaggio che deriva il modo di dire "essere un Masaniello" o "fare il Masaniello", rivolto a coloro che incitano le folle con argomenti ritenuti di facile demagogia e populismo. Gli storici del Novecento, tra cui il meridionalista Giuseppe Galasso, che ha definito il giudizio crociano «deludente» e dettato da un «tono sprezzante», hanno rilanciato la ricerca storica sugli eventi del 1647.
Lo storico medievista Alessandro Barbero attribuisce a Masaniello la figura del prototipo del camorrista ricavandola dalla già citata opera di Silvana D'Alessio la quale da parte sua ha smentito decisamente questa attribuzione:

### Arte, letteratura, spettacolo e altro

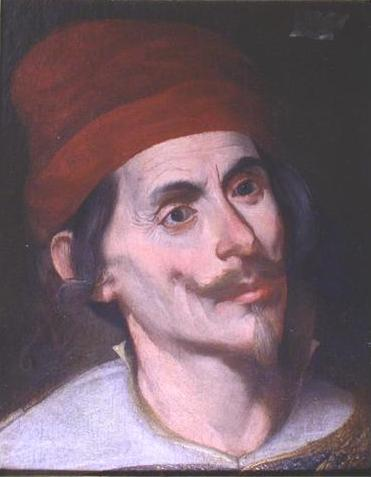
Masaniello precocemente invecchiato. Dipinto di Onofrio Palumbo, 1647 ca.

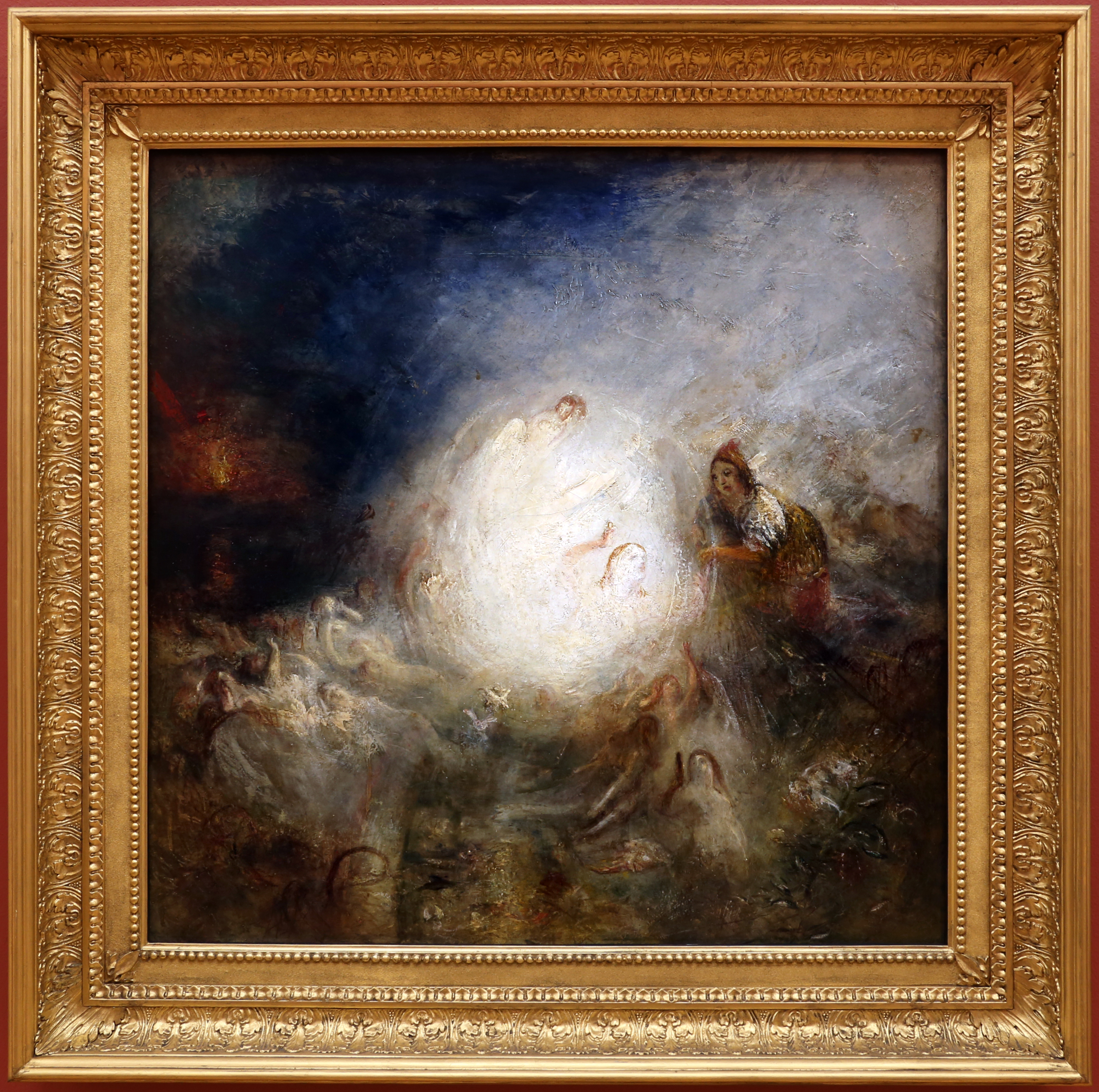
William Turner, Ondina che dà l'anello a Masaniello, pescatore napoletano, prima del 1846, Tate Britain

I pittori napoletani Aniello Falcone, Salvator Rosa, Micco Spadaro e Andrea di Leone, appartenenti alla cosiddetta "Compagnia della Morte", rappresentarono Masaniello e le vicende della rivolta nei propri dipinti. Alcune delle opere sopravvissute sono conservate nel Museo di San Martino a Napoli.
Intorno al 1846 il pittore romantico inglese William Turner realizzò il dipinto Ondina che dà l'anello a Masaniello, pescatore napoletano, esposto al Tate Britain.
Sempre nel 1846 lo scultore Alessandro Puttinati realizzò una statua in marmo raffigurante il capopopolo, che ora è esposta nella Galleria d'arte moderna di Milano.
La rivolta di Masaniello nel corso dei secoli è stata rappresentata in numerose opere teatrali europee, tra cui:
- 1669. Op- en ondergang van Mas Anjello of Napelse beroerte, di Thomas Asselijn.
- 1682. Trauer-Spiel von dem Neapolitanischen Haupt-Rebellen Masaniello, di Christian Weise.
- 1706. Die Neapolitanische Fischer-Empörung oder Masagniello furioso, di Reinhard Keiser.
- 1828. La muette de Portici (La muta di Portici), opera di Daniel Auber su libretto di Eugène Scribe. Rappresentata a Bruxelles nel 1829 con grande successo di pubblico ebbe una certa influenza sulla Rivoluzione belga del 1830-1831.
- 1874. Salvator Rosa, di Antônio Carlos Gomes su libretto di Antonio Ghislanzoni. Masaniello (baritono) è uno dei due protagonisti.
- 1963. Tommaso d'Amalfi, di Eduardo De Filippo, il cui interprete è stato Domenico Modugno. L'opera è presente nella raccolta chiamata Cantata dei giorni dispari.
- 1974. Masaniello, di Elvio Porta e Armando Pugliese, con le musiche di Roberto De Simone e interpretato da Mariano Rigillo, Angela Pagano e Lina Sastri.
- 1996. Masaniello-il musical, di Tato Russo, in cui il protagonista è stato prima interpretato da Gigi Finizio, poi da Gianni Fiorellino e quindi da Antonio Murro.[63]

Una versione assai romanzata del personaggio è presente inoltre nell'opera Il Corricolo (1853) di Alexandre Dumas padre.
Masaniello è presente in Miserere coi fichi di Vittorio Giovanni Rossi, dove la rivolta viene descritta in modo ironico, secondo lo stile dello scrittore, dal protagonista-narratore, un venditore milanese in viaggio di lavoro a Napoli.
Il ribelle napoletano è protagonista di due canzoni della Nuova Compagnia di Canto Popolare: 'O cunto 'e Masaniello, tratta dall'album Li Sarracini Adorano lu Sole (1974), e Dint' 'o mercato, dall'album Aggio Girato Lu Munno (1978). Viene inoltre citato in Canto allo Scugnizzo dei Musicanova (da Musicanova, 1978) e quindi in Scugnizzi dei 24 Grana (da Loop live, 1998), in Je so' pazzo di Pino Daniele (da Je so' pazzo/Putesse essere allero, 1979), in Quel Giorno a Primavera dei Modena City Ramblers (da Dopo il lungo inverno, 2006) e in Come Savonarola di Eugenio Finardi (da Fibrillante, 2014).
(Pino Daniele, "Je so' pazzo")
Una particolare varietà di Nymphaea (ninfea) porta il nome di Nymphaea Masaniello.

## Strade, piazze e monumenti
A Masaniello sono state intitolate centinaia di strade e piazze in diverse città italiane ma, proprio a Napoli, nessuna fino agli anni settanta. Per questa mancanza protestò anche il famoso scrittore Luciano De Crescenzo nel romanzo Così parlò Bellavista del 1977. In realtà esisteva una via Masaniello proprio a sud di piazza del Mercato, aperta cento anni prima della denuncia di De Crescenzo: 1877. La strada fu cancellata dalla costruzione del palazzo Ottieri, imponente casermone frutto degli anni della speculazione edilizia, sorto nel 1958. Comunque, a Masaniello fu dedicata la piccola piazzetta proprio ai piedi del palazzo Ottieri, riottenendo grossomodo il luogo originario.
Nella Basilica del Carmine, oltre all'iscrizione sull'antico luogo di sepoltura, è presente una statua del capopopolo nel chiostro.
La fontana di piazza del Mercato, dalla quale si dice Masaniello arringasse la folla, fu acquistata nel 1812 dal Comune di Cerreto Sannita ed è oggi situata nella piazza centrale del paese.

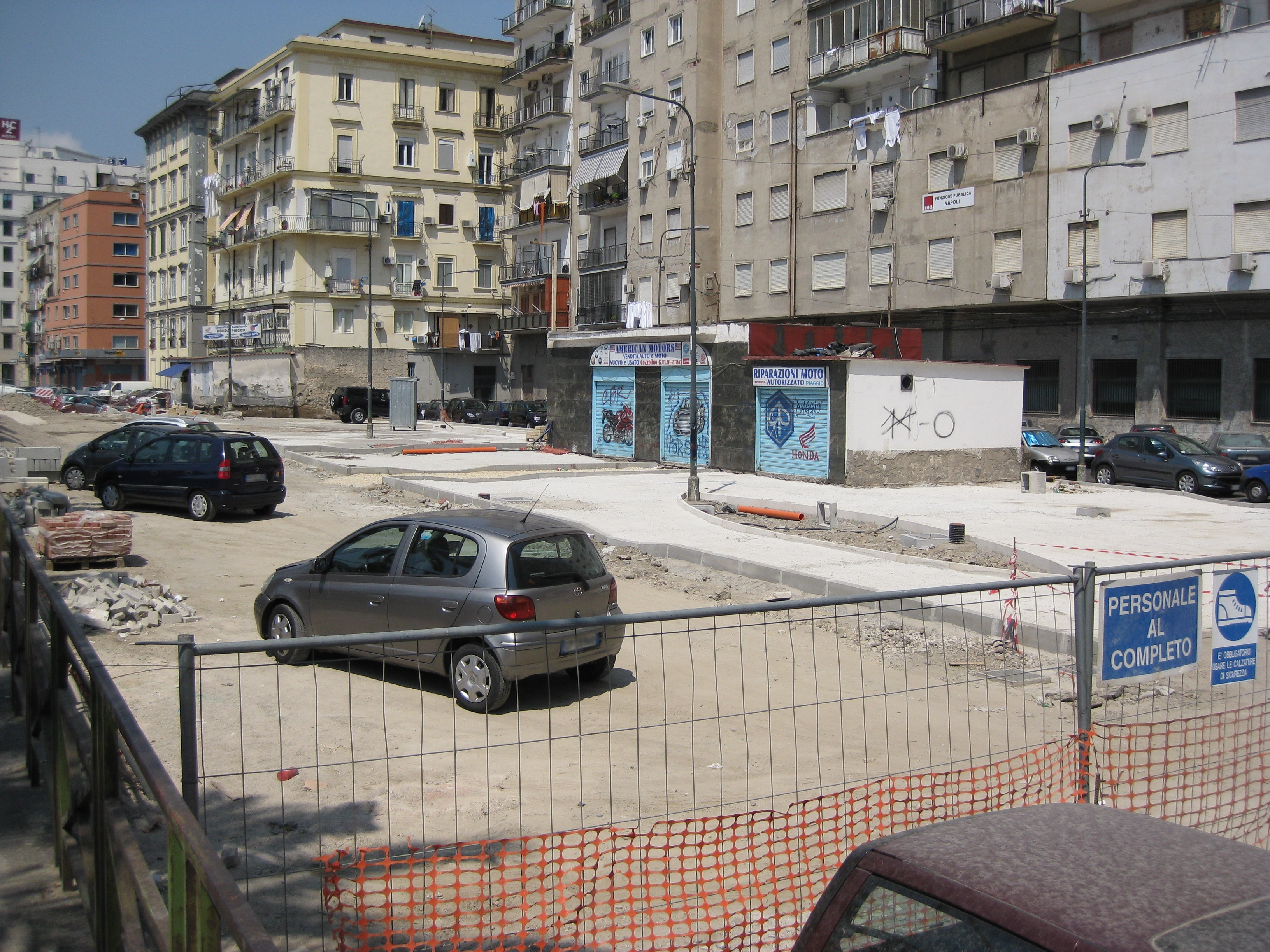
Piazza Masaniello a Napoli.
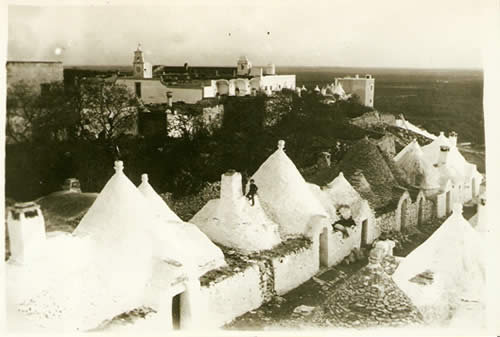
Via Masaniello a Villa Castelli
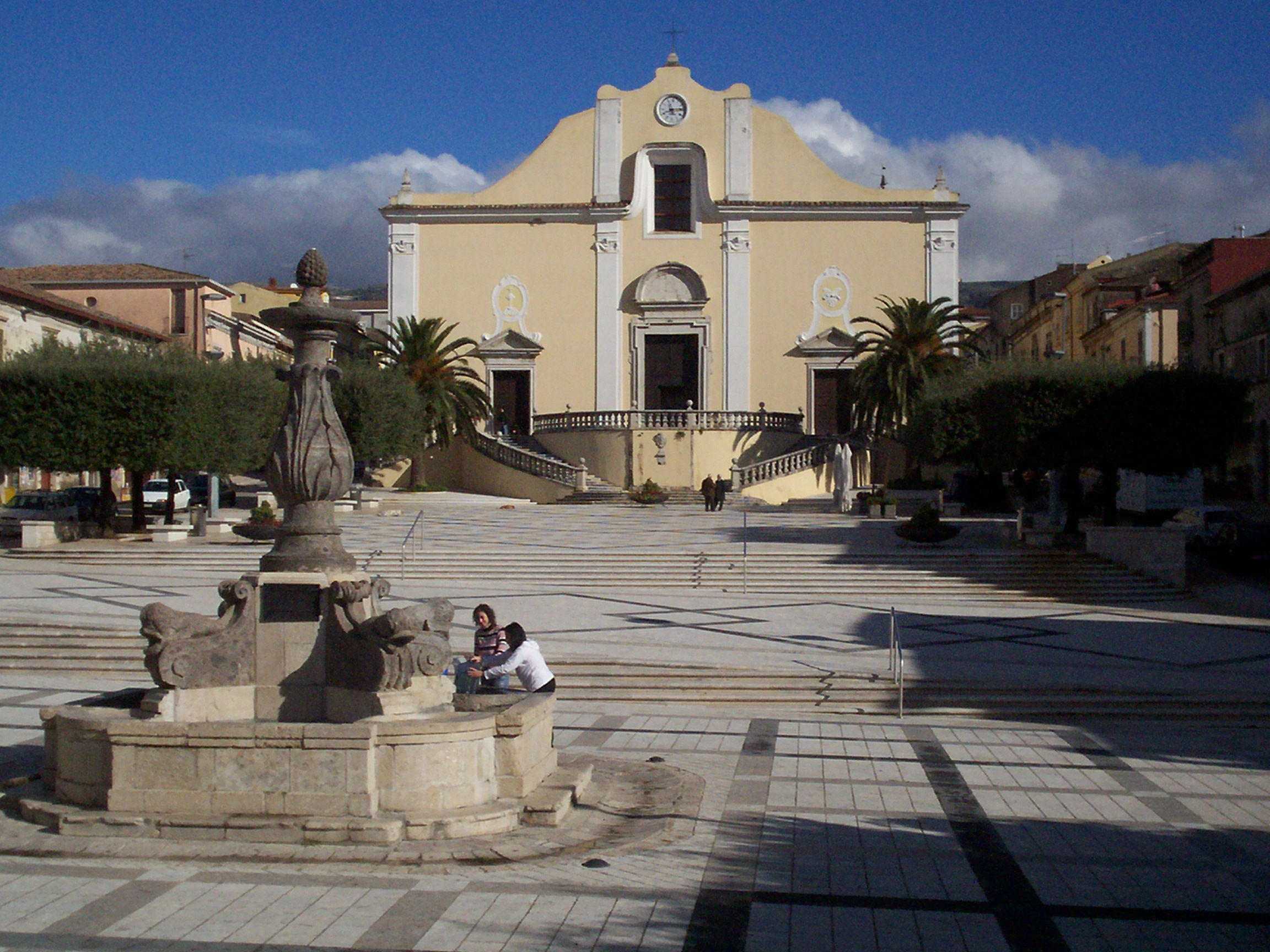
Piazza San Martino a Cerreto Sannita (BN) con in primo piano la fontana di Masaniello.